# Франц Месмер
Фридрих Антон Месмер (на немски: Friedrich Anton Mesmer) или Франц Месмер, е германски лечител, открил и практически използвал човешките флуиди, които той нарича животински магнетизъм. Някои го считат и за родоначалник на съвременната хипноза и косвено на психоанализата, тъй като една от целите на Фройд е била борба със злоупотребите при терапия с хипноза.

## Биография
Роден е на 23 май 1734 година в селцето Изнанг, Швабия, Германия. Учи в йезуитските университети в град Дилинген и в Инголщат. Завършва медицина във Виенския университет през 1759.
През 1766 г. публикува докторската си дисертация на латински под заглавието „De planetarum influxu in corpus humanum“ („За влиянието на планетите върху човешкото тяло“), в която обсъжда влиянието на Луната и Слънцето върху човешкия организъм – което не е медицинска астрология, основана главно на вижданията за вълните на Нютон. Впоследствие се изяснява, че Месмер е заимствал от Ричърд Мейд.
Месмер се жени за богата вдовица и се установява като лекуващ лекар във Виена. Живее охолно и става меценат на изкуствата. Предлага на 20-годишния Моцарт да постави опера в собствената му градина. По-късно, в „Cosi fan tutte“, Моцарт посвещава на бившия си меценат една ария.
Бил е член на масонското братство „Fratres Lucis“ и „Луксор“. През 1783 г. основава Орден на всемирната хармония, където се предполага, че се е изучавал само животинският магнетизъм, но всъщност се разяснявали също и учението на Хипократ, методите на древните Асклепий, храмовете за изцеление и други окултни науки.
Според Месмер, а по-късно и други (под влияние на неговата дейност и книги), животинският магнетизъм е считан за способност на всеки човек да лекува ближния си с „естествен флуид“. Всеки човек излъчва такива „флуиди“ и посредством „магнетични пасове“ може да зарежда тялото на друг човек. В чест на Месмер тези „флуиди“ са наречени пасове на Месмер или месмеризъм.
От гледна точка на съвременната хипноза (Милтън Ериксън) това въздействие, (както и всеки друг метод на хипноза), отваря подсъзнанието на пациента за всякакви внушения.
Умира на 5 март 1815 година в Меерсбург при сърдечен пристъп на 80-годишна възраст.